# Sint-Margriet
Sint-Margriet of Pisgriet, 20 juli, de naamdag van Margaretha van Antiochië.
Deze dag wordt beschouwd als de eerste dag van de hondsdagen en is vanouds belangrijk voor boeren en buitenlui. Naar verluidt is het weer op pisgriet bepalend voor het weer in de daarop volgende weken.
Volgens de legende was het zo dat Margriet een goede daad had gedaan en dat zij als beloning dat waar zij mee zou beginnen, zes weken ononderbroken vol zou kunnen houden, zonder ook maar een moment moe te worden. Ze had bedacht dat ze zou gaan spinnen, dat zou veel wol opleveren. Maar voor ze begon, wilde ze nog even haar blaas legen. Vele volkse spreuken zijn hier dan ook uit ontstaan.

## Spreuken

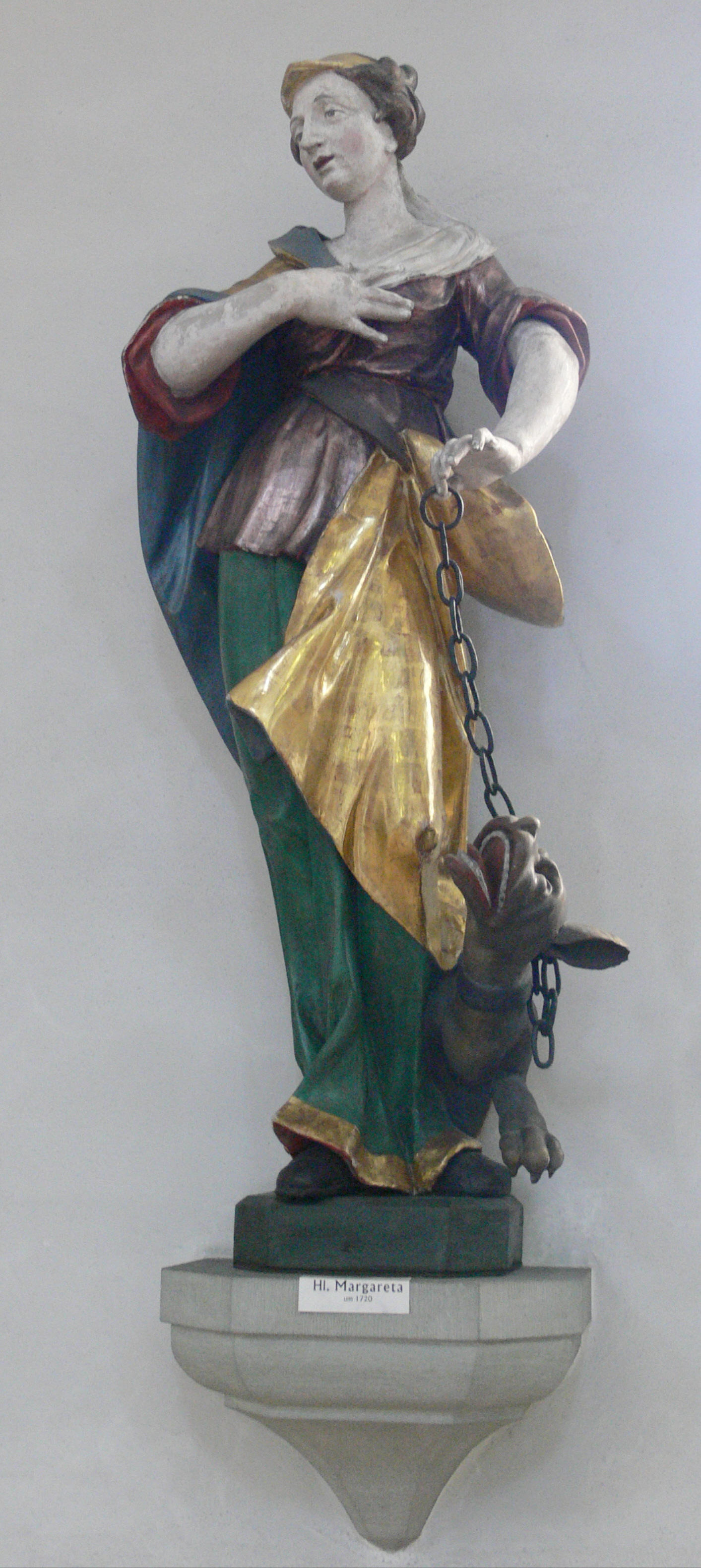
Margriet met overwonnen draak

Sint-Margriet is een merkeldag. Hierbij horen enkele weerspreuken die volgens volksgeloof het weer voorspellen.
- 't Schone weer van St. Margriet,
Doet Medardus' (8 juni) macht teniet,
maar regent het ook op St. Margriet,
6 weken regen in 't verschiet.
- St. Margriet houdt haar water niet.
- Als de eerste peer komt met St. Margriet,
dan men overal de oogst beginnen ziet.
- Als Margriet pist in het riet,
zes hele weken boerenverdriet.
- Geeft Margriet geen zonneschijn,
het hooi zal licht bedorven zijn.
- Margaretha's regen brengt geen zegen.
- Geeft Margriet geen zonneschijn dan zal het een natte zomer zijn.
- Regent het op St. Margriet, dan zie je zes weken de zon niet.
- Als St. Margriet aan het regenen is, regent het 6 weken gewis.
- Is het droog op Pisgriet, dan regent het 30 (of 40) dagen niet.
- Regent het op St. Margriet, dan krijgen we 6 weken een natten tied.
- Regent het op St. Magriet niet, dan regent het in zes weken niet.
- Als Margriet in haar bed piest, regent het 6 weken.
- St. Margriet, 30 dagen regen of niet.
- St. Margriet, is een Pisgriet.
- Met St. Margriet droog, 6 weken zon in 't oog.
- Regen op St. Margriet, dan hebben we zes weken boerenverdriet.

## Patroonheilige
Sint-Margriet is ook patroonheilige van enkele dorpen waar ze meestal staat afgebeeld als een heldin die net een draak heeft verslagen, een verwijzing naar een andere legende die men over haar vertelt. Het verhaal van de draak en de dito afbeeldingen zijn symbolisch of allegorisch voor de lokale omverwerping van de afgoderij in casu het geloof van de Noormannen of van de vernietiging van hun afgodsbeelden (de draak is een typisch attribuut in de Noormannen- of Vikingenwereld) die zich op de Wy of heilige vikingplaats bevonden.
De bekendste verering in Vlaanderen is die in het West-Vlaamse Lichtervelde. De noveen wordt er al jarenlang gevierd ondanks het feit dat de kerk waar ze vereerd wordt niet aan haar is gewijd. Elk jaar komen een paar duizend mensen de relikwie (een beentje uit de Linkerhand) vereren.